# Пурбах, Георг
Гео́рг фон Пойербах (нем. Georg von Peuerbach, также Пу́рбах (англ. Purbach), 30 мая 1423, Пойербах — Вена, 4 апреля 1461) — австрийский астроном и математик, старший товарищ и учитель Региомонтана.

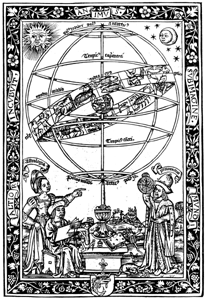
Титульный лист «Эпитомы Альмагеста Птолемея» Пурбаха-Региомонтана.
Венеция, 1496

Георг Пурбах поступил в Венский университет весной 1446 года, в достаточно позднем возрасте, 23 лет от роду. Выдающиеся способности позволили ему через полтора года стать бакалавром, двумя годами позже — лициенатом, а в феврале 1453 года он был удостоен степени магистра. Его учителем математики был, вероятно, Иоганн Гмунден. Во время обучения Пурбах несколько лет провёл в Германии, Франции и Италии. В Италии Пурбах познакомился с Николаем Кузанским и Джованни Бьянкини. Вернувшись на родину, Пурбах некоторое время находился в весьма стеснённом материальном положении, пока не стал придворным астрологом. Вскоре он начал преподавать в Венском университете, где читал лекции как по астрономии и математике, так и по гуманитарным предметам.
В 1453/54 году Пурбах прочитал свой первый курс по теории движения планет. По содержанию курс представлял собой основы геоцентрической теории Клавдия Птолемея. Учение о прецессии излагалось здесь не по «Альмагесту» Птолемея, а по «Сабейскому зиджу» ал-Баттани. Лекции Пурбаха сопровождались демонстрацией чертежей и схем, а также пространственных моделей. Они пользовались огромным успехом и многократно переписывались вручную — сохранились многочисленные их копии. По этим лекциям Пурбах составил учебное пособие. Региомонтан издал его в 1472 году под названием «Новая теория планет» (Theoricae Novae Planetarum), после чего в течение почти двух веков оно было одним из самых популярных руководств по астрономии: до 1653 года вышло не менее 60 его изданий на латинском, а также в переводе на ряд других языков.
Пурбах составил вспомогательные таблицы для составления астрономических ежегодников, написал учебник арифметики «Веселейший курс по алгоритму». Он составил также «Трактат о предложениях Птолемея о синусах и хордах», в котором тригонометрия хорд Птолемея сравнивалась с тригонометрией синусов. К трактату прилагались таблицы синусов с шагом в 10′ и с радиусом тригонометрического круга, равным 6000 единиц. Пурбах уделял большое внимание устройству солнечных часов и астрономических инструментов; результаты этих занятий он осветил в лекциях (1458) и в ряде рукописей.
В 1456 году Пурбах наблюдал большую комету, которая позднее была отождествлена с кометой Галлея. В работе Пурбаха, посвящённой этим наблюдениям, сделана попытка определить размеры кометы и её удаление от Земли. В своих расчётах Пурбах исходил из того, что комету следует отнести к «подлунному миру». Он пришёл к выводу, что расстояние до кометы превышало 1000 миль, а длина — 80 миль, впрочем, эти оценки слишком грубы, потому что они меньше реальных размеров в десятки и сотни тысяч раз.

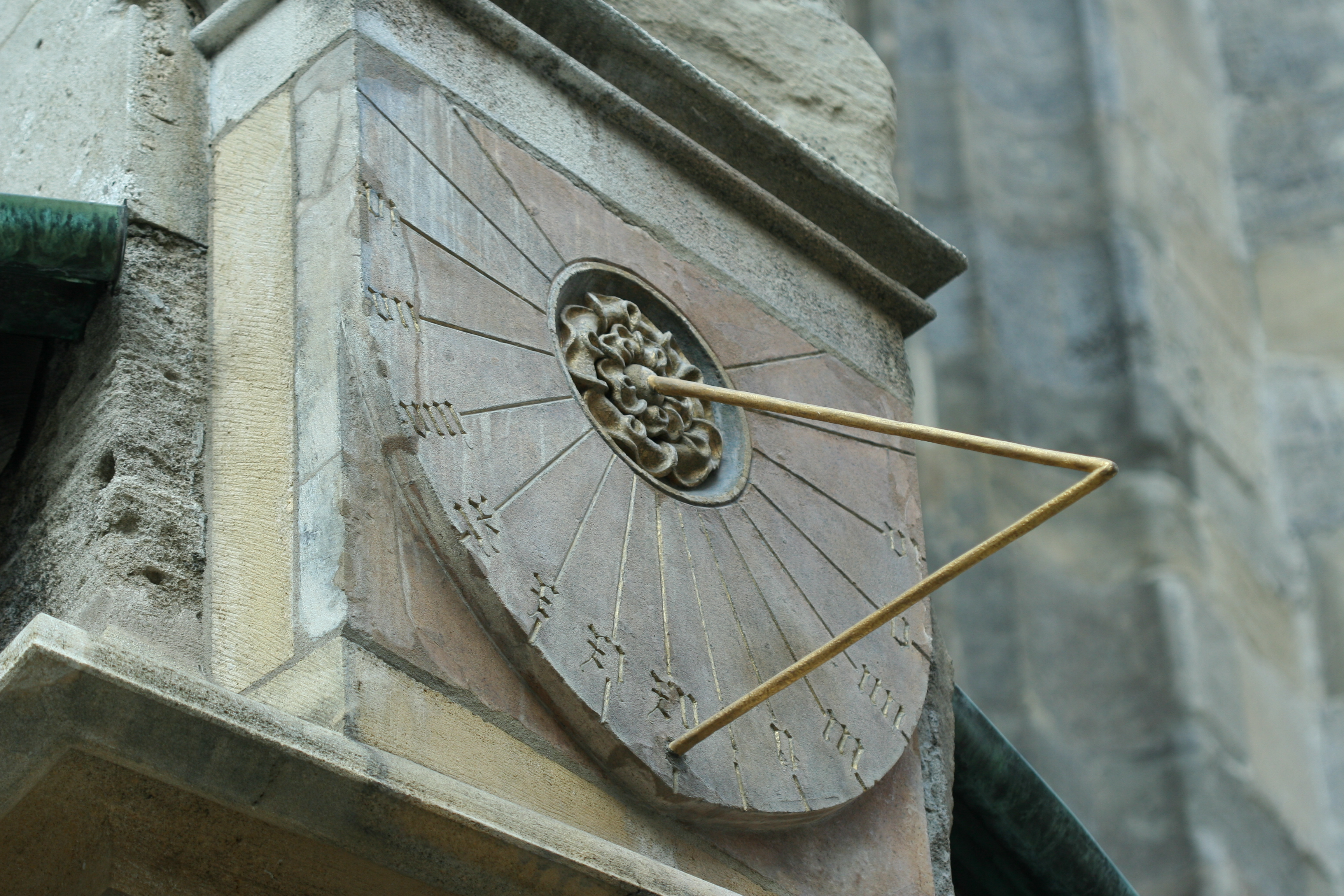
Солнечные часы на южной стороне собора Св. Стефана в Вене, сконструированные Пурбахом

Пурбах изначально имел в своём распоряжении текст «Альмагеста» Клавдия Птолемея в переводе Герарда Кремонского. Он поставил перед собой задачу подготовить сокращённый текст этого сочинения, который можно было бы использовать в учебных целях. Греческий текст «Альмагеста» был предоставлен в его распоряжение кардиналом Виссарионом. Эту работу Пурбах довёл до VI книги, а завершена она была Региомонтаном и опубликована в Венеции в 1496 году после смерти последнего под названием «Эпитома Альмагеста Птолемея» (Epitome in Ptolemaei Almagestum).
Пурбах занимался также астрономическими наблюдениями и изготовлением астрономических инструментов. В частности, он разработал инструменты для определения новолуний и полнолуний, инструмент для определения высоты и несколько видов солнечных часов, широко применявшихся до XVIII века. В 1451 году он сконструировал солнечные часы для собора Святого Стефана в Вене, которые и сейчас можно видеть на южном контрфорсе хоров.
В честь Пурбаха назван кратер на Луне.

## Труды
- Sex primi libri epitomatis Almagesti, completed by Regiomontanus (Venice, 1496  (недоступная ссылка с 11-05-2013 [4402 дня]); Basel, 1543; Nuremberg, 1550);
- Tractatus Georgii Peurbachii Super Propositiones Ptolemaei de Sinubus & Chordis. Norimbergae 1541, Online-Ausgabe der Sächsischen Landesbibliothek — Staats- und Universitätsbibliothek Dresden
- Georgii Purbachii … Dispositiones Motuum Coelestium, Quas Theorias Planetarum vocant. Wittebergae 1653, Online-Ausgabe der Sächsischen Landesbibliothek — Staats- und Universitätsbibliothek Dresden
- Quadratu(m) Geometricu(m) prae clarissimi Mathematici Georgij Burbachij. Nurenberge 1516, Online-Ausgabe der Sächsischen Landesbibliothek — Staats- und Universitätsbibliothek Dresden
- Scripta Clarissimi Mathematici M. Ioannis Regiomontani. Norimbergae 1544, Online-Ausgabe der Sächsischen Landesbibliothek — Staats- und Universitätsbibliothek Dresden